# Jalen McMillan
Jalen McMillan (Fresno, 7 dicembre 2001) è un giocatore di football americano statunitense che milita nel ruolo di wide receiver per i Tampa Bay Buccaneers della National Football League (NFL).

## Carriera universitaria
Nella sua prima stagione a Washington nel 2020, McMillan giocò sporadicamente, facendo registrare una sola ricezione da 16 yard. Nella sua seconda annata la sua produzione aumentò, guidando la squadra con 470 yard ricevute, con 39 ricezioni e 3 touchdown. Nella prima gara della stagione 2022 McMillan segnò due touchdown nella vittoria per 45–20 su Kent State. Nel 2023 gli Huskies arrivarono fino alla finale del campionato nazionale, persa contro Michigan.

## Carriera professionistica
McMillan fu scelto nel corso del terzo giro (92º assoluto) del Draft NFL 2024 dai Tampa Bay Buccaneers. Debuttò come professionista partendo come titolare nella gara del primo turno contro i Washington Commanders segnando un touchdown su un passaggio da 32 yard del quarterback Baker Mayfield. Nel quattordicesimo turno ricevette 4 passaggi per 59 yard e 2 touchdown nella vittoria sui Las Vegas Raiders. La sua prima stagione si chiuse con 37 ricezioni per 461 yard e 8 touchdown in 13 presenze, 12 delle quali come titolare.